# 南知多町立篠島中学校
南知多町立篠島中学校（みなみちたちょうりつ しのじまちゅうがっこう）は、愛知県知多郡南知多町大字篠島汐味1−5にある町立中学校。三河湾に浮かぶ篠島唯一の中学校である。全国へき地教育研究連盟によってへき地学校1級に指定された、愛知県に6校ある中学校のひとつである。

## 特色

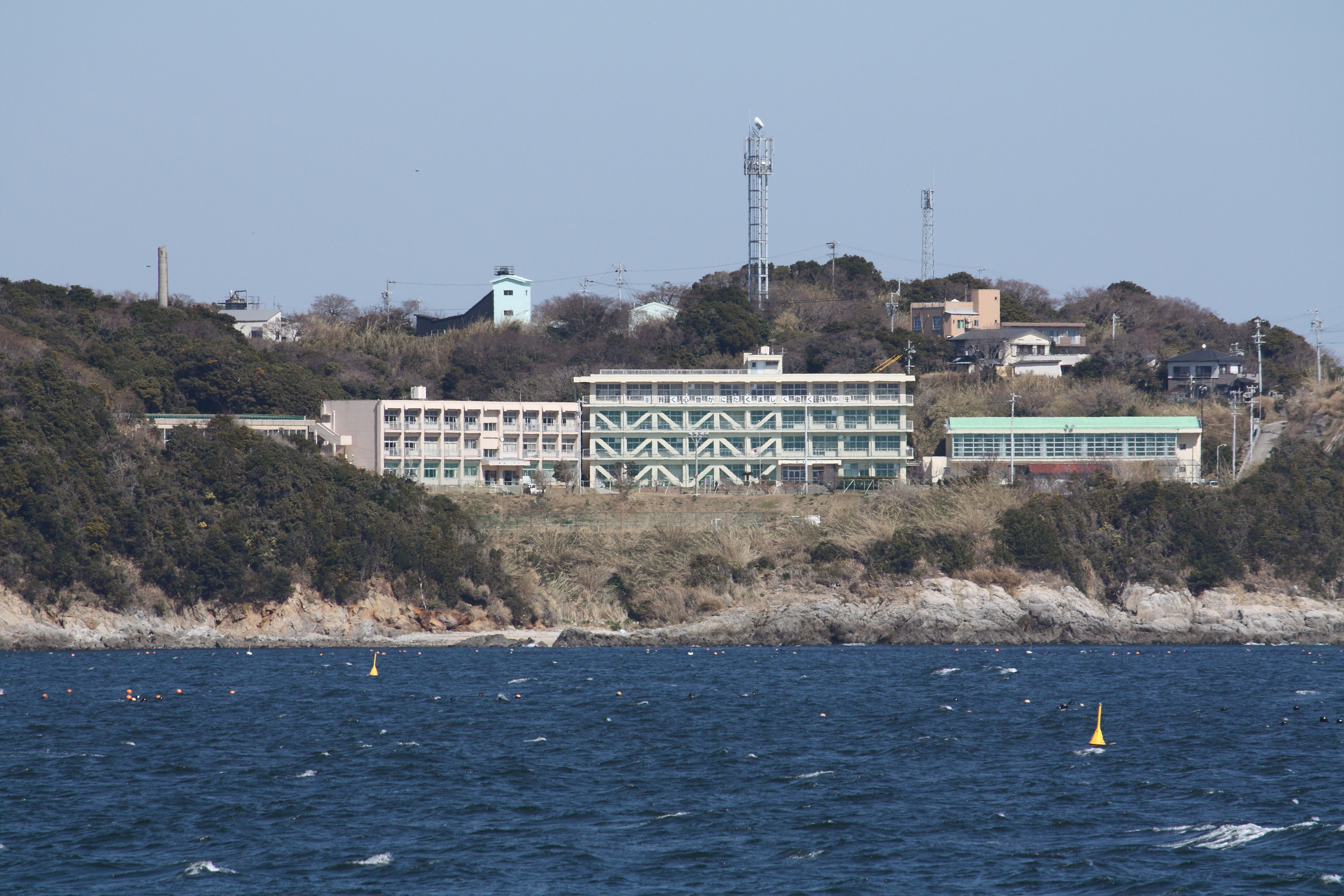
海上から見た篠島小学校・篠島中学校

1957年（昭和32年）の生徒数は248人だったが、1967年（昭和42年）には176人、1977年（昭和52年）には131人、1987年（昭和62年）には121人、1997年（平成9年）には104人、2007年（平成19年）には54人、2017年（平成29年）には40人となっている。通学区域は篠島全域であり、南知多町立篠島小学校の学区である。職員は篠島にある教職員住宅に住んでいる。
なお、2023年(令和5年)に開校された南知多中学校への統合は、篠島の保護者の反対多数によって延期された。一方、高齢化が進み人口が減少するほか、財政面から統合を推進する町の方針などからも、今後も篠島が単独で中学校を維持していくのは困難な状況にある
。

## 歴史

### 年表
- 1947年（昭和22年）4月 - 篠島村立篠島小学校の西隣に篠島村立篠島中学校が開校。
- 1953年（昭和28年）11月 - 新校舎完成により移転。
- 1961年（昭和36年）6月 - 南知多町の発足により南知多町立篠島中学校に改称。
- 1998年（平成10年）2月 - 創立50周年。
- 2004年（平成16年）3月 - 愛知県立内海高等学校篠島分校の閉校により内海高校の旧校舎に移転。
- 2006年（平成18年）4月 - 別場所にあった南知多町立篠島小学校が篠島中学校の旧校舎に移転。
- 2023年（令和5年）4月 - 南知多町の篠島以外の中学校が統合し、南知多中学校が開校。

### 児童数の変遷
『愛知県小中学校誌』（2018年）によると、児童数の変遷は以下の通りである。
| 1947年（昭和22年） | 182人 |  |
| 1957年（昭和32年） | 248人 |  |
| 1967年（昭和42年） | 176人 |  |
| 1977年（昭和52年） | 131人 |  |
| 1987年（昭和62年） | 121人 |  |
| 1997年（平成9年）  | 104人 |  |
| 2007年（平成19年） | 54人  |  |
| 2017年（平成29年） | 40人  |  |